# FN MAG
FN MAG je kulomet belgické výroby ráže 7,62 × 51 mm NATO. Zkratka FN odkazuje na výrobce, Fabrique Nationale, MAG je zkratka pro Mitrailleuse d'Appui General („kulomet pro obecné využití“). MAG se vyrábí ve třech základních verzích, standardní pěchotní 60-20, ve verzi pro obrněná vozidla jako spřažený 60-40 a verzi pro letectvo 60-30. MAG byl vyvinut v 50. letech a je rozšířen ve více než 70 zemích světa. Licenčně je pak vyráběn ve Spojených státech amerických, Egyptě, Indii, Singapuru, Tchaj-wanu, Argentině a Velké Británii.
Tento kulomet je tzv. „univerzální“. To znamená, že je použitelný s ramenní opěrkou a lehkou dvojnožkou jako lehký kulomet, nebo s těžkou trojnožkou a těžší hlavní v pevném palebném postavení jako těžký kulomet. Vyniká robustní konstrukcí a pro svou spolehlivost se stal oblíbeným u příslušníků mnoha armád světa. MAG využívá obvyklého systému na principu odběru prachových plynů z hlavně. Kulomet se vyrábí s žebrovanou i hladkou hlavní a šikmou pistolovou pažbičkou.

## L7 GPMG
Britská armáda používá modifikovaný kulomet pod označením L7 General Purpose Machine-Gun (GPMG) v několika variantách. Základní verze L7 A1 má pistolovou rukojeť a pažbu. Současná standardní verze L7 A2 má úchyty pro připevnění schránky s padesátinábojovým pásem. L8 A1 je tankový kulomet vybavený elektrickým odpalováním. L 19 je verze s těžkou hlavní. L 20 má upínací zařízení pro montáž na vrtulníky. L 37 je verze pro obrněná vozidla se sklopnou pažbičkou a může být doplněna standardní spouští, dvojnožkou a ramenní opěrkou.

## Uživatelé

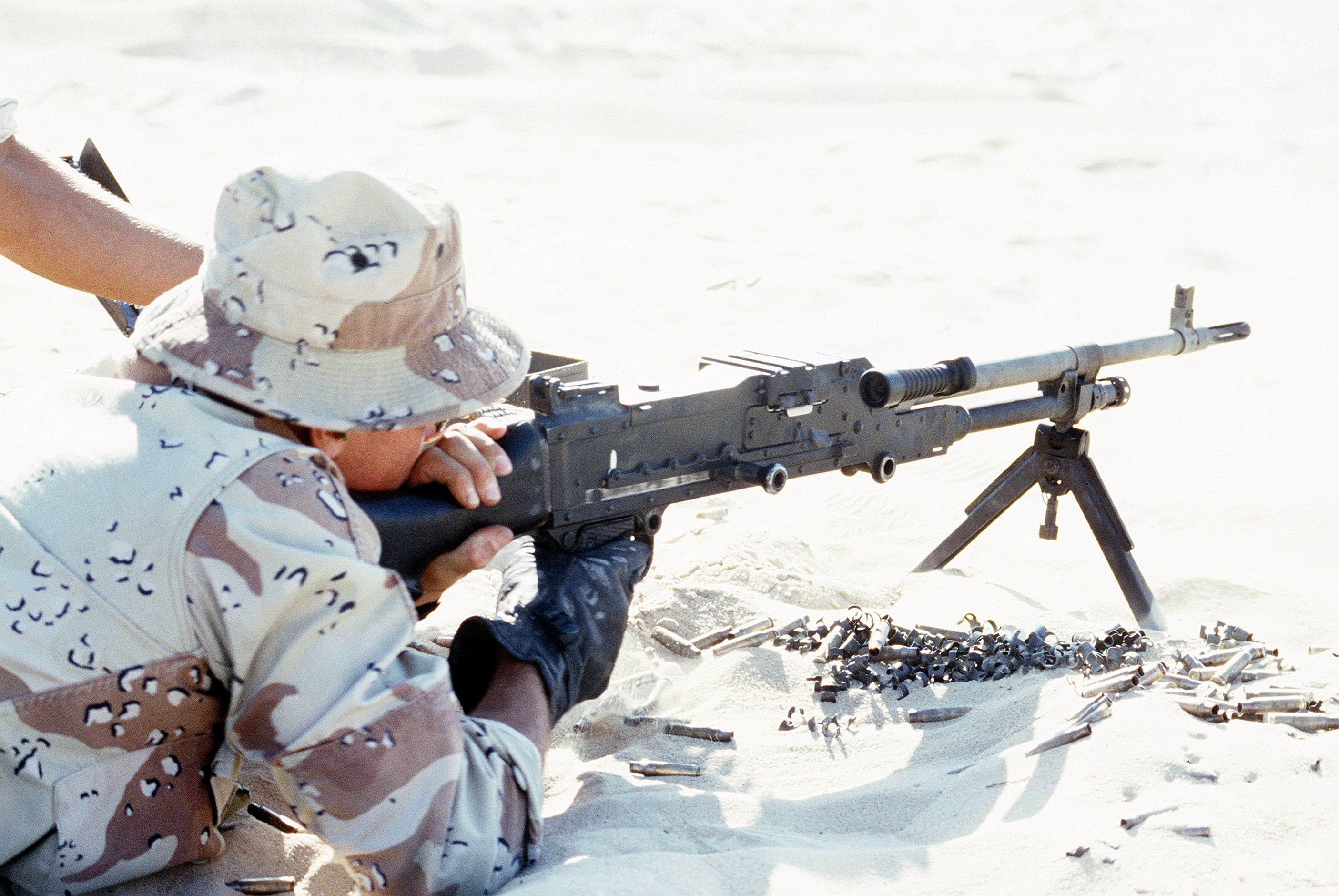
Mariňák při střelbě z britské verze L7A2.

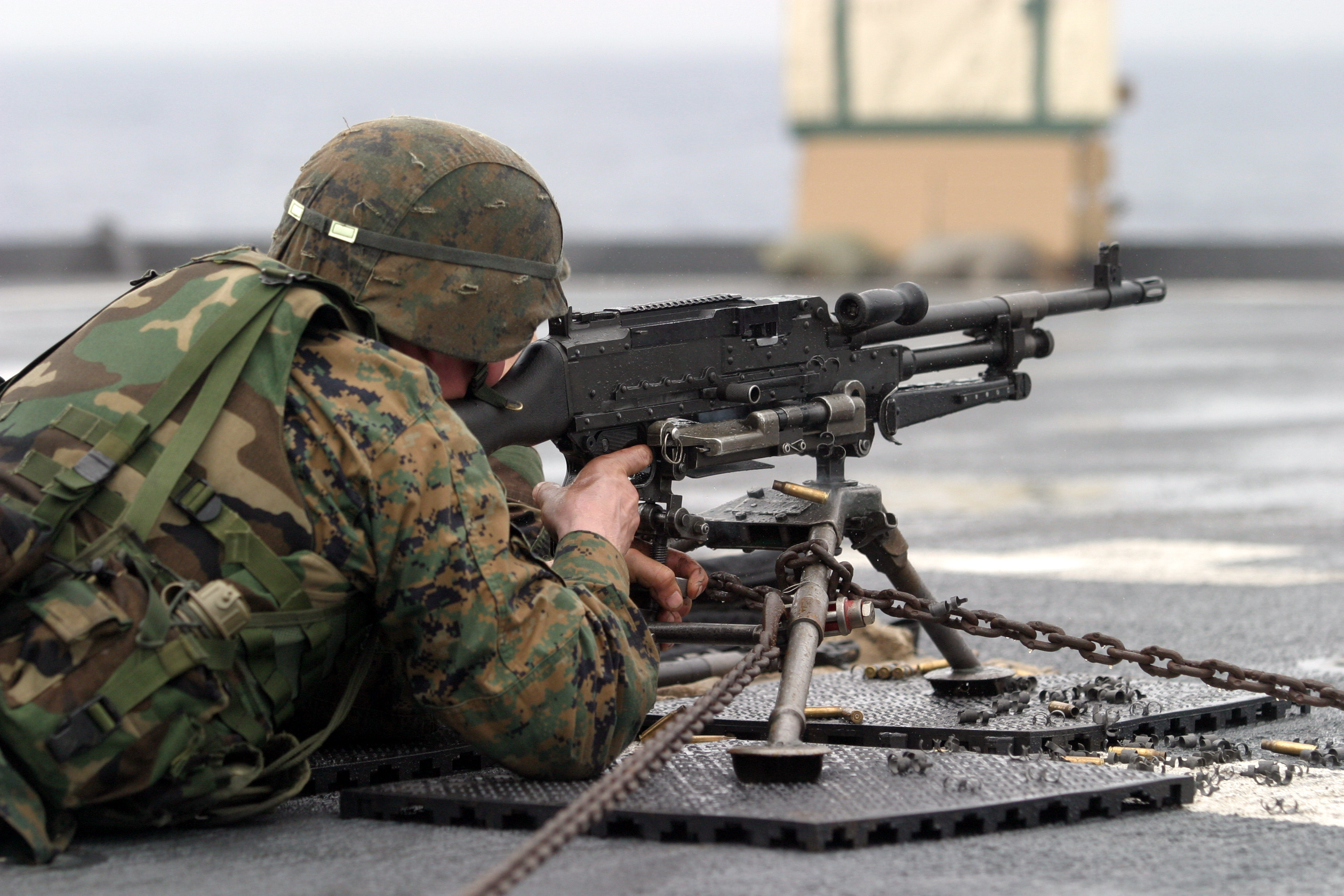
Varianta M240G.

### Státy NATO
- Belgie
- Česko[1]
- Francie[2]
- Chorvatsko
- Kanada
- Litva
- Nizozemsko
- Norsko
- Řecko
- Slovinsko
- Spojené království (L7/L8/L19/L20/L37)
- Spojené státy americké (M240)
- Švédsko (Ksp 58)
- Turecko

### Některé ostatní státy
- Austrálie
- Argentina
- Jižní Afrika
- Nový Zéland
- Rakousko
- Izrael
- Katar
- Kuba
- Indie
- Libye
- Peru
- Uganda
- Zimbabwe
- Brazílie
- Čínská republika
- Irsko
- Švýcarsko
- Ukrajina (Ksp 58/M240)[3][4]